# Peter McEnery
Pour les articles homonymes, voir McEnery.
Peter McEnery, né le 21 février 1940 à Walsall, est un acteur britannique. Il est connu en France pour son rôle au côté de Bourvil dans Le Mur de l'Atlantique. Il figure également au générique d'un film de Roger Vadim, La Curée (1966).
Il est le frère de l'acteur John McEnery.

## Filmographie

### Cinéma
- 1960 : L'Aguicheuse (Beat Girl) d'Edmond T. Gréville
- 1960 : Les Fanfares de la gloire (Tunes of Glory) : de  Ronald Neame
- 1961 : La Victime (The Victim) de Basil Dearden : Boy Barrett
- 1964 : La Baie aux émeraudes (The Moon Spinners) de James Neilson : Mark Camford
- 1966 : Le Prince Donegal (The Fighting Prince of Donegal) de Michael O'Herlihy : "Red" Hugh O'Donnell
- 1966 : La Curée de Roger Vadim : Maxime Saccard
- 1967 : J'ai tué Raspoutine de Robert Hossein : Le Prince Félix Youssoupoff
- 1968 : The Other People de David Hart : Peter
- 1968 : Negatives de Peter Medak : Theo
- 1968 : Une veuve dans le vent (Meglio vedova) de Duccio Tessari : Tom Proby
- 1970 : Les Aventures du brigadier Gérard (The Adventures of Gerard) de Jerzy Skolimowski
- 1970 : Le Frère, la Sœur et l'Autre (Entertaining Mr. Sloane) de Douglas Hickox : Sloane
- 1970 : Le Mur de l'Atlantique de Marcel Camus : Jeff
- 1973 : Les Contes aux limites de la folie : Timothy Patrick
- 1975 : Le orme : Henry
- 1978 : Le Chat et le Canari (The Cat and the Canary) de Radley Metzger : Charlie Wilder
- 1991 : Safari de Roger Vadim (téléfilm)
- 1996 : Le Montreur de Boxe - Lucky Punch : Flaherty

### Télévision
- 1959 : The Case of Private Hamp (Téléfilm) : Lieutenant Johnson
- 1960 : International Detective (Série TV) : Alan Vernon
- 1961 : Candida (Téléfilm) : Eugene Marchbanks
- 1963 : Still Life (Téléfilm) : Barney
- 1965 : Theatre 625 (Série TV) : Teifion
- 1970 : Omnibus (Série TV) : Modigliani
- 1973 : So It Goes (Série TV) : Claude Duchesne
- 1976 : Clayhanger (Série TV) : Edwin Clayhanger
- 1979 : The Aphrodite Inheritance (Série TV) : David Collier
- 1980 : La Maison de tous les cauchemars (Hammer House of Horror)  (Série TV) : Edwyn
- 1981 : The Jail Diary of Albie Sachs (Téléfilm) : Albie Sachs
- 1981 : Le Songe d'une nuit d'été (Téléfilm) : Oberon
- 1983 : Live from Pebble Mill (Série TV) : Dan
- 1983 : Pictures (Série TV) : Bill Trench
- 1984 : Weekend Playhouse (Série TV) : Dominic Hanson
- 1985 : Florence Nightingale (Téléfilm) : Sidney Herbert
- 1986 : The Collectors (Série TV) : Harry Caines
- 1987 : The Mistress (Série TV) : Luke
- 1988 : Inspecteur Morse (Série TV) : Donald Phillipson
- 1991 : Safari (Téléfilm) : Dr. Peter Wolff
- 1992 : Boon (en) (Série TV) : Robert MacGuffin
- 1992 : Witchcraft (Série TV) : Jamie Matheson
- 1994 : All Quiet on the Preston Front (Série TV) : Fraser
- 2000 : Reach for the Moon (Série TV) : William Martin
- 2008 : Scalp (Série TV) : Coolet